# Inpex
INPEX Holdings Inc. é uma empresa petrolífera criada em 3 de abril de 2006 entre a INPEX Corporation e a Teikoku Oil Co., Ltd. As empresas se encontram atualmente em estágio de integração , o qual deverá estar finalizado até outubro de 2008.